# Canon de 6 pouces/47 calibres Mark 16
Pour les articles homonymes, voir Canon de 6 pouces.
Le canon de 6 pouces/47 calibres Mark 16 est un canon naval conçu par l'United States Navy pour équiper ses croiseurs légers construits à partir de la fin des années 1930.

## Utilisation
Le canon de 6 pouces/47 calibres Mark 16 est utilisé comme armement principal sur de nombreux croiseurs de la Seconde Guerre mondiale. Souvent monté dans une tourelle triple, il a aussi été monté en tourelle double après la guerre, et sert alors aussi de canon antiaérien. L'USS Mississippi (AG-128), navire-école d'artillerie, en reçoit aussi un exemplaire.
| Navire           | Type de tourelle | Poids               | Élévation     | Nombre de tourelles |
| ---------------- | ---------------- | ------------------- | ------------- | ------------------- |
| Classe Brooklyn  | Triple           | De 156 à 170 tonnes | De -5° à +40° | 5                   |
| Classe St. Louis | Triple           | De 156 à 170 tonnes | De -5° à +40° | 5                   |
| Classe Cleveland | Triple           | De 168 à 176 tonnes | De -5° à +40° | 4                   |
| Classe Fargo     | Triple           | De 168 à 176 tonnes | De -5° à +40° | 4                   |
| Classe Worcester | Double           | 212 tonnes          | De -5° à +78° | 6                   |